# Hanna Hammarström

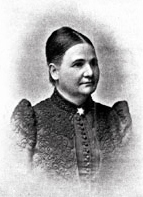
Hanna Hammarström

Johanna „Hanna“ Hammarström (* 4. September 1829 in Stockholm; † 27. November 1914 ebenda) war eine schwedische Unternehmerin. Sie war Schwedens erste Entwicklerin, Produzentin und Lieferantin von Telefonkabeln für Telefongeräte.

## Biografie
Ihre Eltern Johanna Catharina Holmberg und Nils Philip Hammarström stammten aus einem Arbeitermilieu in der Provinz Dalarna. Der Vater ließ sich 1823 in der Stadt Stockholm nieder und gründete dort eine Baumwoll- und Seidenweberei. Die Familie Hammarström war in den ersten Jahrzehnten des 19. Jahrhunderts wohlhabend. Danach verschlechterten sich die Bedingungen für die Seidenweberei. Nach 1845 nannte sich Nils Philip Hammarström „ehemaliger Fabrikant“.
Hanna Hammarström verbrachte ihre Schulzeit in einer privaten Mädchenschule. Statt auf eine höhere Schule zu gehen, wurden ihre beiden Schwestern und sie anschließend in feinen Handarbeiten ausgebildet. Für sechs Jahre ging sie später zu Verwandten in eine Pfarrei auf der Ostseeinsel Öland und erlernte dort die Führung eines Haushalts. Ihre Mutter erkrankte und Hanna Hammarström wurde zur Pflege nach Hause gerufen. Sie kümmerte sich insgesamt fünf Jahre um ihre Mutter und musste gleichzeitig selbst für den eigenen Unterhalt sorgen. Sie blieb unverheiratet und lebte den größten Teil ihres Lebens im Haus ihrer Eltern wohnen.
Bei einem Zeitschrifteninterview erzählte Hammarström 1898 von ihren Anfängen als Unternehmerin. Sie berichtete, dass ihr Vater in der Seidenweberei eine kleine Maschine besessen hatte, mit der man Metalldrähte umwickeln konnte. Man verwendete das dabei entstehende Produkt ursprünglich zum Formen von Hüten. Hanna Hammarström verbrachte wohl etwa zwanzig Jahre mit der Herstellung von Zubehörteilen für Damenhüte. Im Zusammenhang mit der Gründung der Telefongesellschaft Stockholms Allmänna Telefonaktiebolag (SAT) im Jahr 1883 experimentierte sie dann mit der Herstellung von Telefonkabeln nach dem gleichen Grundprinzip. Die Verbindungskabel zwischen Mundstück und Hörmuschel wurden damals nicht in Schweden hergestellt. Wie sie auf die Idee kam, selbst Kupferkabel für Telefone zu umwickeln, ist unbekannt. Sie bewarb sich mit den von ihr entwickelten Produkten bei der Firma SAT wurde die erste innerschwedische Lieferantin von Telefonkabeln.
Hammerström war mit der Familie Ericsson befreundet. Als Lars Magnus Ericsson, der Gründer von Telefonaktiebolaget L M Ericsson (heute Ericsson), in seiner Anfangszeit eine kleine Fabrik in der Tulegatan in Stockholm eröffnete, mietete Hanna Hammarström benachbarte Räume für ihre Produktion an. Für eine Krone pro Tag konnte sie Ericssons Maschinen mitnutzen. Dazu wurde eine Öffnung in die Trennwand zwischen ihren und seinen Räumen eingebaut. Durch diese wurde eine sich drehende Achse geführt, die Hammarströms Maschinen antrieben. Bei Gelegenheit informierte Hammerström die Ericssons über technische Entwicklung konkurrierender Hersteller.
Hanna Hammarström konnte sich mit ihren Produkten gegen ausländische Konkurrenz behaupten. Sie hielt sich dazu über die neuesten technischen Entwicklungen auf dem Laufenden und reiste u. a. nach Deutschland, um Telefonfabriken zu besichtigen. Die Produkte aus ihrer Fertigung waren von hoher Qualität. Sie gewann sowohl in Stockholm als auch im übrigen Schweden weitere Kunden. Nach und nach exportierte sie ihre Ware auch nach Finnland.
Auf der großen Maschinenausstellung in Stockholm 1886 gewann Hanna Hammarström im Alter von 57 Jahren einen ersten Preis für ihre Produkte. Ihr Beitrag wurde neutral unter „H. Hammarström“ eingereicht, obwohl sie auf ihren Geschäftsbriefen mit dem Adresskopf „Hanna Hammarström, fabrik för öfverspinning av isolerad ledningstråd m.m samt karkastillverkning“ (Hanna Hammarström, Fabrik zum Umspinnen von isolierten Drähten usw. und Karkassen-Fertigung) als Frau erkennbar war.
Hammarström führte ihr Unternehmen bis in die 1900er Jahre weiter. Die Fabrik wurde wohl 1909 geschlossen. Sie schrieb ihr Testament am 19. November 1914 und starb acht Tage später im Alter von 85 Jahren.